# Hypasclera costata
Hypasclera costata là một loài bọ cánh cứng trong họ Oedemeridae. Loài này được Champion mô tả khoa học năm 1896.